# Hockey Unterland Cavaliers
Le Hockey Unterland Cavaliers est un club de hockey sur glace basé à Egna et Ora dans le Trentin-Haut-Adige en Italie. Il évolue dans l'Alps Hockey League.

## Historique
Le club est né officiellement le 3 mai 2019 de la fusion du HC Egna et du SC Auer-Ora. De 2019 à 2022, il évolue dans l'IHL, le deuxième niveau italien. En 2022, il intègre l'Alps Hockey League.

## Palmarès
- Vainqueur de l'IHL: 2022.
- Vainqueur de la Coupe d'Italie : 2021, 2022.